# Atyoidea
Atyoidea zijn een superfamilie van garnalen (Caridea).

## Taxonomie
Binnen de superfamilie is slechts één familie ingedeeld:
- Atyidae de Haan, 1849[1]